# Уфимец (футбольный клуб)
«Уфимец» — советский футбольный клуб из Уфы. Основан не позднее 1968 года. Действовал на базе стадиона «Труд».

## Достижения
- Во второй низшей лиге СССР — 17 место (в зональном турнире класса «Б» 1970 год).

## Результаты выступлений
| Сезон | Турнир                                       | Достижение |
| ----- | -------------------------------------------- | ---------- |
| 1968  | Чемпионат Башкирской АССР                    | чемпион    |
| 1969  | Чемпионат Башкирской АССР, 1 подгруппа       | чемпион    |
| 1970  | Чемпионат СССР 1970, класс «Б», 3 зона РСФСР | 17-е место |

## Известные игроки
- Развеев, Виктор Борисович